# O Milladoiro
O Milladoiro (teilweise auch ohne den Artikel „O“) ist eine Parroquia im Municipio Ames in der Provinz A Coruña der Autonomen Gemeinschaft Galicien. Sie liegt nur etwa 3 km von Santiago de Compostela entfernt. Innerhalb des Municipios Ames ist sie mit 12.465 Einwohnern (2016) der bevölkerungsreichste Ort. 
Der Ort ist eng mit der Jakobswallfahrt über den portugiesischen Weg (Camino Portugués) verbunden und San Marcos-Monte do Gozo vergleichbar: Als letztes Dorf vor Santiago lässt sich von hier aus erstmals die Kathedrale zu erkennen, was die Pilger veranlasste, freudig und ergriffen auf die Knie zu sinken. Dieses Niederknien in Demut wird mit dem Verb „humillarse“ (sich beugen, erniedrigen, demütigen) beschrieben und gab substantiviert dem Ort seinen Namen „Humilladoiro“ (Ort des Niederkniens/der Demut). Im Sprachgebrauch schliff sich der Ortsname zu „Milladoiro“ ab.
In der jüngeren Vergangenheit gehörte Milladoiro administrativ zur Parroquia Santa Maria de Biduído, bis sich die Bevölkerung im März 2009 entschied, sich als eigenständige Parroquia zu verwalten. Als Patron wurde der heilige Josef gewählt, so dass die Dorfbezeichnung auch San José de Milladoiro lautet. Neben dem Patronatsfest feiert der Ort das Fest der heiligen Maria Magdalena im Juli und das Dorffest im August.
Nach dem Ort hat sich die erfolgreiche galicische Folkband Milladoiro benannt.